# Corydalis semenowii
Corydalis semenowii là một loài thực vật có hoa trong họ Anh túc. Loài này được Regel & Herder mô tả khoa học đầu tiên năm 1864.